# Wapen van Lexmond

Wapen van Lexmond

Het wapen van Lexmond werd op 24 december 1817 bij besluit van de Hoge Raad van Adel aan de gemeente Lexmond in gebruik bevestigd. Op 1 januari 1986 fuseerde de gemeente samen met Ameide, Hei- en Boeicop, Leerbroek, Tienhoven, Meerkerk en Nieuwland tot de nieuw opgerichte gemeente Zederik. Het wapen van Lexmond is daardoor komen te vervallen. In het wapen van Zederik zijn geen elementen uit het wapen van Lexmond overgenomen.

## Blazoenering
De blazoenering van het wapen luidde als volgt:
Van lazuur beladen met een varkenskop van goud.
De heraldische kleuren in het wapen zijn: lazuur (blauw) en goud (geel). Dit zijn de rijkskleuren.

## Geschiedenis
Het wapen werd in de achttiende eeuw reeds als heerlijkheidswapen gevoerd en is afgeleid van dat van vroegere bezitters van de heerlijkheid Lexmond, de heren van Vianen en Brederode. Deze voerden behalve de leeuw met barensteel, zoals te zien op het wapen van Tienhoven, ook een wapen met een of meerdere varkenskoppen. De afbeelding gaat terug tot het wapen van Willem, heer van Lumey, die ook het 'wilde zwijn der Ardennen' werd genoemd. Ook Reinoud III van Brederode (1492-1556) en Hendrik van Brederode (1531-1568) voerden het zwijnshoofd in hun wapen.